# Gettysburg Cyclorama
The Battle of Gettysburg (en français : La Bataille de Gettysburg) , mieux connue comme le Gettysburg Cyclorama, est un cyclorama peint en 1884 par le panoramiste Paul Philippoteaux dépeignant la charge de Pickett lors de la bataille de Gettysburg le 3 juillet 1863.
La peinture panoramique mesure environ 7 mètres de haut sur 84 mètres de large.
Quatre versions ont été peintes, la plus notable étant située au Musée de Gettysburg (en) du Gettysburg National Military Park à la suite de son achat en 1942,.

## Versions et lieux d'exposition

### Bâtiment Cyclorama de Gettysburg

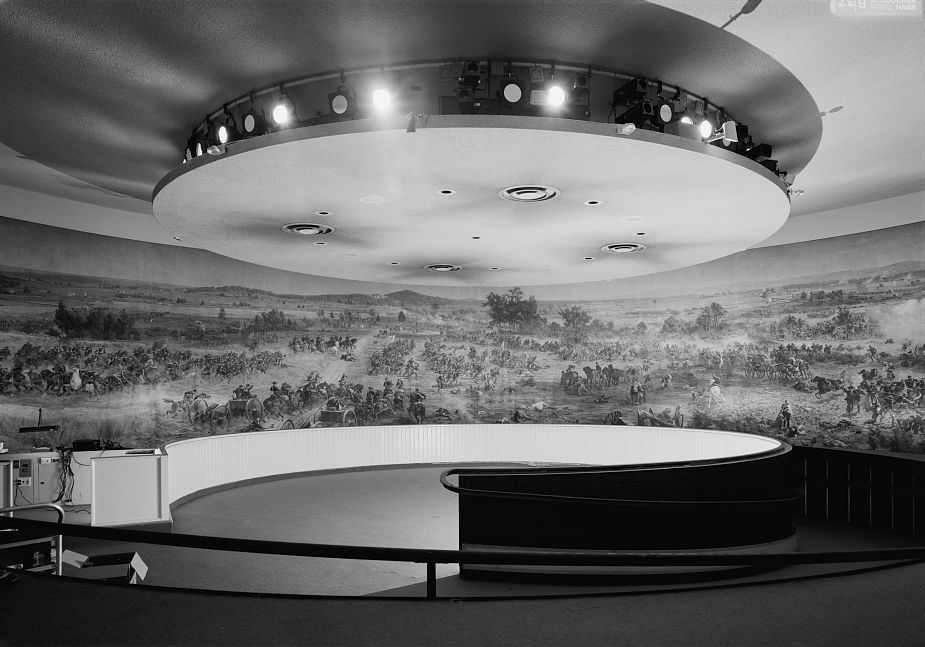
Intérieur du cyclorama de Gettysburg peint par le peintre français Paul Dominique Philippoteaux.

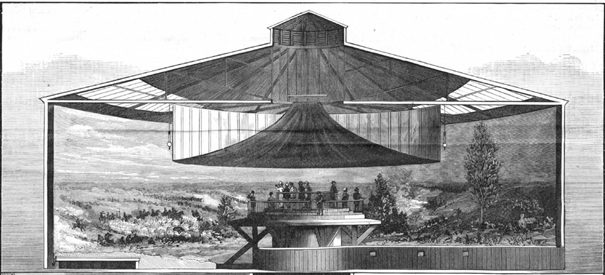
Illustration en vue de coupe de 1886 représentant le cyclorama de Gettysblurg.

Le Bâtiment Cyclorama de Gettysburg imaginé par l'architecte Richard Neutra fut créé afin d'accueillir la peinture panoramique de La Bataille de Gettysburg de Paul Phillippoteaux. 

En 2013, le bâtiment est détruit. Il était abandonné depuis le retrait pour restauration de la peinture panoramique The Battle of Gettysburg en 2008. La peinture panoramique est déplacée et exposée au Musée de Gettysburg (en) à environ 1,5 km de son ancien emplacement,. 

### Bâtiment Cyclorama de Boston
Une des versions fut longtemps exposée dans le Bâtiment Cyclorama de Boston (en) exploité par le Centre des Arts de Boston (en) à Boston dans le Massachusetts.
Cette version exposée depuis 1884 est remplacé en 1889 par une autre peinture panoramique, Custer's Last Fight.

### Bâtiment Cyclorama de Chicago
Une des versions est exposée en 1883 au bâtiment cyclorama Chicago dans l'Illinois.